# Fay (Somme)
Fay (picardisch: Fayin) ist eine nordfranzösische Gemeinde mit 93 Einwohnern (Stand 1. Januar 2022) im Département Somme in der Region Hauts-de-France. Die Gemeinde gehört zum Kanton Ham und ist Teil der Communauté de communes Terre de Picardie.

## Geographie
Die Gemeinde, deren Name vom lateinischen Begriff fagus (Buche) abgeleitet wird, liegt rund 8,5 km nördlich von Chaulnes an der Départementsstraße D164 in der Santerre. Die Départementsstraße 1029 (frühere Route nationale 29, Teil des Systems der Chaussée Brunehaut) verläuft etwas südlich des Gemeindegebiets.

## Geschichte
Im Jahr 1324 wird Pierre de Fay als Grundherr genannt.
Im Ersten Weltkrieg lag die Gemeinde im Zentrum der Schlacht an der Somme im Sommer 1916 und wurde im Minenkrieg vollständig zerstört. Der Wiederaufbau erfolgte in geringem Abstand zur früheren Ortslage, deren Ruinen erhalten blieben.

## Einwohner
| 1962 | 1968 | 1975 | 1982 | 1990 | 1999 | 2006 | 2010 |
| ---- | ---- | ---- | ---- | ---- | ---- | ---- | ---- |
| 84   | 75   | 64   | 70   | 74   | 71   | 103  | 118  |

## Verwaltung
Bürgermeister (maire) ist seit 2001 Bruno Eteve.